# قل عمو
«قل عمو» هي الحلقة الثالثة من الموسم الثاني من ستيفن البطل والحلقة الخامسة والخمسين إجمالياً.

## الإنتاج
أعلنت كرتون نتورك «قل عمو» في فبراير 2015 أثناء أب فورت الخاص بهم لتلك السنة. عبور ستيفن البطل والعم جدو، أثنان من برامجهم، إنها حلقة للعرض السابق.

## وصلات خارجية
- قل عمو على موقع IMDb (الإنجليزية)